# Creditor
Un creditor és aquella persona (física o jurídica) legítimament facultada per exigir el pagament o compliment d'una obligació contreta per dues parts amb anterioritat. És a dir, que encara que una de les parts es quedi sense mitjans per complir amb la seva obligació, aquesta persisteix. Per exemple, en cas de la fallida d'una empresa els seus creditors mantenen la facultat de requerir el compliment d'aquesta obligació.
Variants de creditors
- Treballador són aquells creditors respecte dels crèdits contrets per un comerciant i la impossibilitat de meritar les seves salaris.
- creditors bilaterals són els governs que atorguen préstecs atorgats o garantits per entitats oficials com els organismes de crèdit a l'exportació. Alguns creditors oficials participen en els acords de reprogramació de deutes que afavoreix el Club de París.
- creditors multilaterals són institucions com el Fons Monetari Internacional i el Banc Mundial, i altres bancs regionals, com el Banc Africà de Desenvolupament i el Banc Interamericà de Desenvolupament.